# Yves Robert (réalisateur)
Pour les articles homonymes, voir Yves Robert et Robert.
Yves Robert, né le 19 juin 1920 à Saumur (Maine-et-Loire), et mort le 10 mai 2002 dans le  6e arrondissement de Paris, est un réalisateur, scénariste, acteur et producteur français.

## Biographie

### Jeunesse

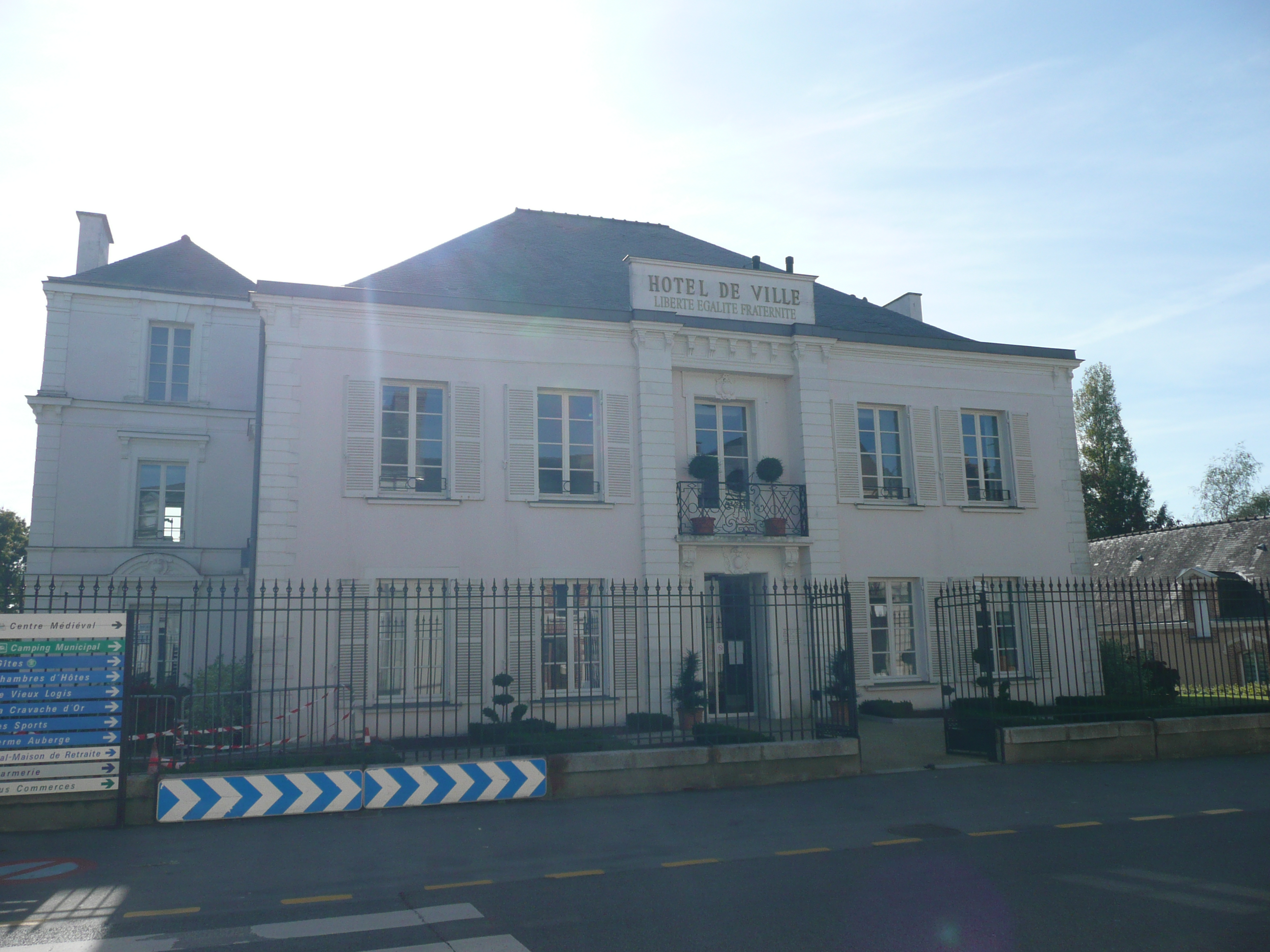
À gauche, l'aile Est de la demeure bourgeoise (aujourd'hui mairie) de Pouancé où la famille d'Yves Robert s'installe.

Yves Robert naît à Saumur, mais passe une partie de son enfance à Pouancé, dans le nord du Maine-et-Loire. Il garde de ses premières années passées au contact de la nature un amour de la campagne que l'on retrouve dans plusieurs de ses films, notamment dans Ni vu, ni connu et Alexandre le Bienheureux, ainsi qu'une passion pour le jardinage.

### Carrière: théâtre, cinéma
Il débute dans la vie professionnelle comme typographe, à l'âge de 13 ans, et multiplie les petits métiers : pâtissier, livreur, modèle au musée Grévin. Il se rend à Paris en 1939, puis suit l'école nationale des cadres d'Uriage et rejoint à Lyon en 1943 la troupe de théâtre Grenier-Hussenot.
Il fait sur les planches un début de carrière brillant en participant à la création de plusieurs pièces telles que La Tête des autres de Marcel Aymé et Colombe de Jean Anouilh, sous la direction d'André Barsacq au Théâtre de l'Atelier, et joue au cabaret, entre autres à la Rose Rouge. Ses débuts sont unanimement salués et il remporte le prix du meilleur comédien en 1949.
Appelé par le cinéma, il est engagé par Marcel Carné pour son premier grand rôle. Il participe au total en tant qu'acteur à une cinquantaine de films, au cours desquels il fait preuve de son talent et de son éclectisme, interprétant souvent des personnages hauts en couleur. Il crée ainsi de remarquables compositions lors de brèves apparitions (Le Viager) ou dans des premiers rôles (Le Cinéma de papa). Il tourne aussi bien dans des films comiques comme L'aventure c'est l'aventure que dramatiques comme Un mauvais fils.
Attiré par la mise en scène, il tourne son premier court métrage en 1951 avec Claude Sautet comme assistant, puis dirige en 1958 son premier film, Ni vu, ni connu, qui marque l'une des premières apparitions de Louis de Funès dans un premier rôle. Il devient rapidement l'un des spécialistes, au talent reconnu et au succès public, de la comédie française.
En 1961, La Guerre des boutons remporte le prix Jean-Vigo. Le Grand Blond avec une chaussure noire et Un éléphant ça trompe énormément lui apportent la reconnaissance internationale. Sa comédie Salut l'artiste (1973) est considérée par un grand nombre d'artistes comme le summum dans la description des humiliations infligées à un artiste par le milieu du spectacle.
En 1977, Nous irons tous au paradis est nommé pour le César du meilleur film.
La Gloire de mon père et Le Château de ma mère, issus des romans éponymes de Marcel Pagnol, sont un énorme succès en France et dans une moindre mesure à l'international.
En tant que producteur, en association avec son ami Gilbert de Goldschmidt, il révèle en France les œuvres des Monty Python. Grand découvreur de talents, il contribue à faire connaître ou reconnaître Louis de Funès, Pierre Richard ou encore Anny Duperey.
Il prend grand soin de la musique de ses films, composée à treize reprises par Vladimir Cosma, à qui il confie le premier long métrage de ce dernier, et est responsable de plusieurs grands succès de la musique française, tels que le morceau de flûte de Pan interprété par Gheorghe Zamfir pour Le Grand Blond avec une chaussure noire ou Les Copains d'abord, composée par Georges Brassens pour Les Copains.

### Mort et hommages

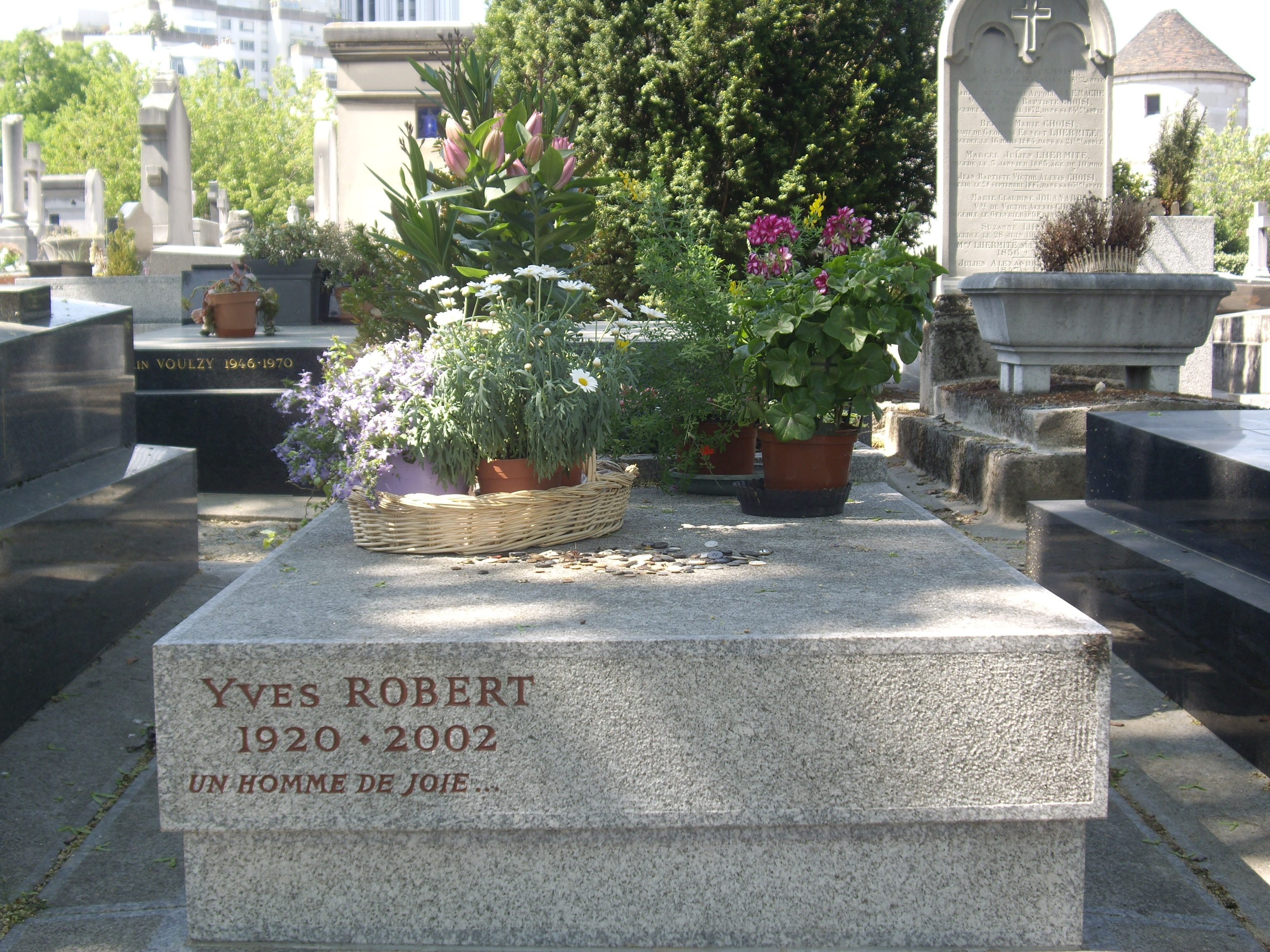
Tombe d'Yves Robert au cimetière du Montparnasse (division 9).

Le 10 mai 2002, il meurt brutalement d'une hémorragie cérébrale.
Il est inhumé au cimetière du Montparnasse (9e division), avec pour épitaphe « Un homme de joie... ». Clin d'œil au réalisateur de La Guerre des boutons, des visiteurs posent régulièrement sur sa tombe des boutons de toutes les couleurs.

### Vie privée
Sur un plan personnel, après un premier mariage et la naissance de deux enfants, Anne et Jean-Denis Robert, il vit, à partir de 1948, avec l'actrice Rosy Varte, rencontrée dans la troupe Grenier-Hussenot, puis, à partir de 1956, avec l'actrice Danièle Delorme, dont il a fait connaissance en jouant Colombe. Après leur mariage, il fonde avec elle une maison de production, La Guéville.
Danièle Delorme, morte le 17 octobre 2015, le rejoint dans sa dernière demeure le 23 octobre.

### Décoration
Jardinier émérite, Yves Robert a pour seule médaille celle de chevalier du mérite agricole.

## Postérité
En tant que réalisateur, Yves Robert laisse une œuvre importante caractérisée par l'humour, la joie de vivre, le sens de l'amitié et une insouciance des conventions sociales.
Le 24 septembre 2011, lors du cinquantenaire du tournage de La Guerre des boutons, le « Jardin Yves Robert » est inauguré à Armenonville-les-Gâtineaux (Eure-et-Loir), Longeverne dans le film.
Une auberge de jeunesse dans le 18e arrondissent de Paris du réseau de la Fédération unie des auberges de jeunesse, inaugurée en 2013, porte son nom.

## Filmographie

### Comme réalisateur

#### Courts métrages
- 1951 : Les Bonnes Manières
- 1954 : Fernand cherche du boulot

#### Longs métrages
- 1954 : Les hommes ne pensent qu'à ça
- 1958 : Ni vu, ni connu
- 1959 : Signé Arsène Lupin
- 1960 : La Famille Fenouillard
- 1961 : La Guerre des boutons
- 1963 : Bébert et l'Omnibus
- 1965 : Les Copains
- 1965 : Monnaie de singe
- 1967 : Alexandre le Bienheureux
- 1969 : Clérambard
- 1972 : Le Grand Blond avec une chaussure noire
- 1973 : Salut l'artiste
- 1974 : Le Retour du Grand Blond
- 1976 : Un éléphant ça trompe énormément
- 1977 : Nous irons tous au paradis
- 1979 : Courage fuyons
- 1984 : Le Jumeau
- 1990 : La Gloire de mon père
- 1990 : Le Château de ma mère
- 1991 : Le Bal des casse-pieds
- 1993 : Montparnasse-Pondichéry

#### Télévision
- 1986 : L'Été 36 deux épisodes pour Antenne 2

### Comme scénariste
- 1956 : Bonjour sourire (Sourire aux lèvres) de Claude Sautet (coadaptateur uniquement)
- 1958 : Ni vu, ni connu
- 1959 : Signé Arsène Lupin
- 1960 : La Famille Fenouillard
- 1961 : La Guerre des boutons
- 1965 : Monnaie de singe
- 1967 : Alexandre le Bienheureux
- 1969 : Clérambard
- 1971 : Les Malheurs d'Alfred de Pierre Richard (+ acteur, producteur)
- 1973 : Salut l'artiste
- 1976 : Un éléphant ça trompe énormément
- 1977 : Nous irons tous au paradis
- 1979 : Courage fuyons
- 1984 : Le Jumeau
- 1985 : L'Homme à la chaussure rouge (The Man with One Red Shoe) de Stan Dragoti
- 1990 : La Gloire de mon père
- 1990 : Le Château de ma mère
- 1991 : Le Bal des casse-pieds
- 1993 : Montparnasse-Pondichéry

### Comme producteur
- 1954 : Les hommes ne pensent qu'à ça
- 1961 : La Guerre des boutons
- 1963 : Bébert et l'Omnibus
- 1964 : Les Copains
- 1967 : Alexandre le Bienheureux (Producteur exécutif)
- 1969 : Clérambard
- 1970 : Le Distrait de Pierre Richard (Producteur délégué)
- 1971 : Les Malheurs d'Alfred de Pierre Richard
- 1972 : Le Grand Blond avec une chaussure noire
- 1974 : Que la fête commence... de Bertrand Tavernier (Producteur associé)
- 1974 : Le Retour du Grand Blond
- 1976 : Le Plein de super d'Alain Cavalier (Producteur délégué)
- 1976 : Un éléphant ça trompe énormément
- 1977 : Nous irons tous au paradis
- 1977 : Les Petits Câlins de Jean-Marie Poiré (Producteur exécutif)
- 1978 : La Drôlesse de Jacques Doillon
- 1978 : La Femme qui pleure de Jacques Doillon
- 1979 : Courage fuyons
- 1981 : Qu'est-ce qui fait courir David ? d'Élie Chouraqui
- 1988 : Fréquence meurtre d'Élisabeth Rappeneau
- 1995 : Sortez des rangs de Jean-Denis Robert
- 1999 : Himalaya : L'Enfance d'un chef d'Éric Valli (Producteur associé)
- 2001 : Le Peuple migrateur de Jacques Perrin et Jacques Cluzaud (producteur associé)

### Comme acteur
- 1948 : Les Dieux du dimanche de René Lucot
- 1950 : Trois Télégrammes de Henri Decoin
- 1950 : Juliette ou la Clé des songes de Marcel Carné
- 1950 : Le Tampon du capiston de Maurice Labro
- 1951 : La Rose rouge de Marcello Pagliero
- 1951 : Bibi Fricotin de Marcel Blistène
- 1951 : Deux Sous de violettes de Jean Anouilh
- 1952 : Suivez cet homme de Georges Lampin
- 1953 : Virgile de Carlo Rim
- 1954 : L'honneur est sauf d'Édouard Molinaro, court métrage
- 1954 : Les hommes ne pensent qu'à ça
- 1955 : Escalier de service de Carlo Rim
- 1955 : Futures Vedettes de Marc Allégret
- 1955 : Les Grandes Manœuvres de René Clair
- 1955 : Les Mauvaises Rencontres d'Alexandre Astruc
- 1956 : Les Truands de Carlo Rim
- 1956 : La Terreur des dames ou Ce cochon de Morin de Jean Boyer
- 1956 : Folies-Bergère / Un soir au music-hall de Henri Decoin
- 1957 : Les femmes sont marrantes d'André Hunebelle
- 1958 : Le Petit Prof de Carlo Rim
- 1958 : Ni vu, ni connu
- 1959 : Nina de Jean Boyer
- 1959 : La Jument verte de Claude Autant-Lara, Zèphe Maloret
- 1959 : Signé Arsène Lupin
- 1960 : La Famille Fenouillard
- 1960 : La Mort de Belle d'Édouard Molinaro
- 1960 : La Française et l'Amour de René Clair (film à sketches : sketche Le mariage)
- 1960 : La Brune que voilà de Robert Lamoureux
- 1962 : Cléo de 5 à 7 d'Agnès Varda
- 1962 : Le Pèlerinage de Jean L'Hôte - court métrage -
- 1963 : Chemins de Paris de Raymond Letouzey - court métrage -
- 1965 : La Communale de Jean L'Hôte
- 1966 : Le Roi de cœur de Philippe de Broca
- 1967 : Un idiot à Paris de Serge Korber
- 1967 : Le Mois le plus beau de Guy Blanc
- 1969 : Le Pistonné de Claude Berri
- 1970 : Le Cri du cormoran le soir au-dessus des jonques de Michel Audiard
- 1970 : Le Cinéma de papa de Claude Berri
- 1970 : Le Distrait de Pierre Richard
- 1970 : Le Voyou de Claude Lelouch
- 1971 : Les Malheurs d'Alfred de Pierre Richard
- 1972 : Le Viager de Pierre Tchernia
- 1972 : L'aventure c'est l'aventure de Claude Lelouch
- 1972 : Chère Louise de Philippe de Broca
- 1972 : Absences répétées de Guy Gilles
- 1972 : Le Grand Blond avec une chaussure noire
- 1973 : La Grande Paulette de Gerald Calderon
- 1973 : Salut l'artiste
- 1973 : La Raison du plus fou de François Reichenbach
- 1974 : Section spéciale de Costa-Gavras
- 1974 : Trop c'est trop de Didier Kaminka
- 1974 : Le Retour du Grand Blond
- 1975 : Le Juge et l'Assassin de Bertrand Tavernier
- 1976 : Le Petit Marcel de Jacques Fansten
- 1978 : Le Rose et le Blanc de Robert Pansard-Besson
- 1979 : Ils sont grands, ces petits de Joël Santoni
- 1980 : Femme entre chien et loup - (Een vrouw tussen hond en wolf) de André Delvaux
- 1980 : Un mauvais fils de Claude Sautet
- 1983 : Vive la sociale ! de Gérard Mordillat
- 1983 : Garçon ! de Claude Sautet
- 1984 : Le Jumeau
- 1985 : Billy Ze Kick de Gérard Mordillat
- 1986 : Le Débutant de Daniel Janneau
- 1988 : Cher frangin de Gérard Mordillat
- 1989 : Le Crime d'Antoine de Marc Rivière
- 1992 : La Crise de Coline Serreau
- 1993 : Montparnasse-Pondichéry
- 1994 : Éclats de famille de Didier Grousset (TV)
- 1995 : Le Nez au vent de Dominique Guerrier
- 1995 : Sortez des rangs de Jean-Denis Robert
- 1998 : Disparus de Gilles Bourdos

### Voix off et doublage
- 1961 : L'U.R.S.S à cœur ouvert de Robert Vernay et Roman Karmen - Uniquement le commentaire
- 1961 : La Cappadoce de Pierre Biro et Jean-Jacques Flori - court métrage, uniquement le commentaire
- 1962 : Le rouge et le bleu de Claude Jaeger - court métrage, voix uniquement
- 1962 : Gloire à Félix Tournachon de André Martin et Michel Boschet - court métrage, voix uniquement
- 1971 : Ainsi parlait Théodor Herzl de Alberto Cavalcanti - moyen métrage, voix uniquement
- 1979 : Cap Horn de Yves Hussenot - documentaire, voix uniquement
- 1981 : Les dieux sont tombés sur la tête - (The gods must be crazy) de Jamie Uys - voix uniquement
- 1984 : Scherzo infernal de Walerian Borowczyk - film d'animation, voix uniquement
- 1987 : Fucking Fernand de Gérard Mordillat - voix uniquement
- 1991 : Les Eaux dormantes de Jacques Tréfouël - voix uniquement

### Autres métiers
- Avec son ami Gilbert de Goldschmidt, Yves Robert a également présenté dans les pays de langue française les films des Monty Python : Jabberwocky, Sacré Graal !, La Vie de Brian, Bandits, bandits et Monty Python à Hollywood.

## Box-office
| Film                                    | Année | Entrées           |
| --------------------------------------- | ----- | ----------------- |
| La Guerre des boutons                   | 1962  | 9 959 601 entrées |
| La Gloire de mon père                   | 1990  | 6 291 402 entrées |
| Le Château de ma mère                   | 1990  | 4 269 318 entrées |
| Le Grand Blond avec une chaussure noire | 1972  | 3 471 266 entrées |
| Bébert et l'Omnibus                     | 1963  | 3 012 415 entrées |
| Un éléphant ça trompe énormément        | 1976  | 2 925 868 entrées |
| Ni vu... Ni connu...                    | 1958  | 2 515 837 entrées |
| Alexandre le Bienheureux                | 1968  | 2 219 405 entrées |
| Le Retour du grand blond                | 1974  | 2 195 219 entrées |
| Nous irons tous au paradis              | 1977  | 2 080 789 entrées |
| Le Jumeau                               | 1984  | 1 737 306 entrées |
| Signé Arsène Lupin                      | 1959  | 1 682 026 entrées |
| La Famille Fenouillard                  | 1960  | 1 375 366 entrées |
| Les Copains                             | 1964  | 1 353 735 entrées |
| Monnaie de singe                        | 1965  | 1 334 372 entrées |
| Le Bal des casse-pieds                  | 1991  | 1 333 914 entrées |
| Courage, fuyons                         | 1979  | 1 165 584 entrées |

## Théâtre

### Comédien
- 1948 : L'Étranger au théâtre d'André Roussin, mise en scène Yves Robert, La Rose Rouge
- 1949 : Exercices de style de Raymond Queneau, mise en scène Yves Robert, La Rose Rouge
- 1949 : Une femme libre d'Armand Salacrou, mise en scène Jacques Dumesnil, avec Jacques Dumesnil, Sophie Desmarets, Théâtre Saint-Georges
- 1950 : Poof et Pourquoi pas moi d'Armand Salacrou, mise en scène Yves Robert, Théâtre Édouard VII
- 1951 : Colombe de Jean Anouilh, mise en scène André Barsacq, Théâtre de l'Atelier
- 1952 : La Tête des autres de Marcel Aymé, mise en scène André Barsacq, Théâtre de l'Atelier
- 1952 : Cinémassacre[3] de Boris Vian, Théâtre de La Rose Rouge
- 1953 : Zamore de Georges Neveux, mise en scène André Barsacq, Théâtre de l'Atelier
- 1954 : Colombe de Jean Anouilh, mise en scène André Barsacq, Théâtre des Célestins, Théâtre de l'Atelier
- 1954 : Il est important d'être Aimé d'Oscar Wilde, mise en scène Claude Sainval, Comédie des Champs-Élysées
- 1955 : Les Petites Têtes de Max Régnier, mise en scène Fernand Ledoux, Théâtre Michel
- 1956 : Histoire de rire d'Armand Salacrou, mise en scène Jean Meyer, Théâtre Saint-Georges
- 1957 : Histoire de rire d'Armand Salacrou, mise en scène Jean Meyer, Théâtre des Célestins
- 1958 : La Bagatelle de Marcel Achard, mise en scène Jean Meyer, Théâtre des Bouffes-Parisiens
- 1959 : La Bagatelle de Marcel Achard, mise en scène Jean Meyer, Théâtre des Célestins
- 1960 : Histoire de rire d'Armand Salacrou, mise en scène Jean Meyer, Théâtre de la Madeleine
- 1962 : Le Temps des cerises de Jean-Louis Roncoroni, mise en scène Yves Robert, Théâtre de l'Œuvre
- 1962 : George Dandin de Molière, mise en scène Daniel Leveugle, Théâtre de l'Alliance française
- 1966 : Strip-tease et En pleine mer de Sławomir Mrożek, mise en scène Antoine Bourseiller, Poche Montparnasse
- 1966 : La Convention de Belzébir de Marcel Aymé, mise en scène René Dupuy, Théâtre de l'Athénée-Louis-Jouvet
- 1968 : La Baye de Philippe Adrien, mise en scène Antoine Bourseiller, Théâtre de Chaillot
- 1982 : L'Escalier de Charles Dyer, mise en scène Yves Robert, Comédie des Champs-Élysées
- 1986 : L'Opéra de quat'sous de Bertolt Brecht, mise en scène Giorgio Strehler, Théâtre du Chatelet
- 1995 : Un inspecteur vous demande de John Boynton Priestley, mise en scène Annick Blancheteau, Théâtre Daunou

### Metteur en scène
- 1948 : L'Étranger au théâtre d'André Roussin, La Rose Rouge
- 1949 : Exercices de style de Raymond Queneau, La Rose Rouge
- 1950 : Poof et Pourquoi pas moi d'Armand Salacrou, Théâtre Édouard-VII
- 1952 : Les Compagnons de la marjolaine de Marcel Achard, Théâtre Antoine
- 1958 : L'Année du bac de José-André Lacour, Théâtre Édouard-VII, Théâtre des Variétés en 1961
- 1958 : La Belle Arabelle opérette de Marc-Cab et Francis Blanche, musique Guy Lafarge et Pierre Philippe, Théâtre de la Porte-Saint-Martin
- 1962 : Le Temps des cerises de Jean-Louis Roncoroni, Théâtre de l'Œuvre
- 1963 : La Robe mauve de Valentine de Françoise Sagan, Théâtre des Ambassadeurs
- 1964 : Sur le chemin du forum... de Bart Shevlove et Larry Gelbart, Théâtre du Palais-Royal
- 1982 : L'Escalier de Charles Dyer, Comédie des Champs-Élysées

## Publication
- Un homme de joie. Dialogue avec Jérôme Tonnerre, Paris, Flammarion, 1996, 394 p.  (ISBN 2-08-067240-1)

## Hommages
En 2013, la ville de Paris rend hommage à Yves Robert en donnant son nom à une nouvelle auberge de jeunesse, aménagée au sein de la halle ZAC Pajol dans le 18e arrondissement de Paris.
Le 18 février 2016, la mairie de Saint-Hilarion a inauguré sous le nom de Yves Robert la salle des fêtes, agrandie et rénovée (il vivait au moulin de la Guéville avec Danièle Delorme).

### Vidéo
L'Institut national de l'audiovisuel rend hommage à Yves Robert en mettant en ligne quelques-unes de ses apparitions télévisées. On y voit notamment : Hergé comparant l'image à la photographie d'Alexandre le Bienheureux à de la bande dessinée, Raymond Devos expliquer que c'est Yves Robert, par ses apparitions à la Rose Rouge, qui lui a donné le courage de monter sur scène, et les Frères Jacques expliquer qu'Yves Robert est à l'origine de leur succès mondial.